# Charlotte Sparre
Charlotte Sparre (født 22. december 1968 i Helsingør) er en dansk designer, der er særligt kendt for sine farverige og unikke print.
Sparre tog sin handelseksamen i Helsingør og tog senere en stundeter eksamen i Frankrig. Hun fik derefter elevplads som salgs- og marketingsassistent hos SAS. Under studietiden solgte hun hårpynt og -elastikker på torvet i Helsingør, og efter en rejse til Asien etablerede hun i 1993 egen virksomhed. Samme år kom den første kollektion af tørklæder på gaden. 
Skabelsen af unikke og iøjefaldende mønstre og farvekombinationer er kernen i Charlotte Sparres arbejde. 
Virksomheden slog hurtigt sit navn fast på det Skandinaviske marked med kollektioner bestående af tørklæder , som skilte sig ud fra tilsvarende produkter gennem sine unikke designs. 
1998 lancerede hun under stor bevågenhed en tøjkollektion, som de internationale topmodeller Helena Christensen og Naomi Campbell præsenterede. 
I dag er Charlotte Sparres design blevet kendt og udbredt til den øvrige verden og forhandles i dag på alle kontinenter. 
Hun er gift med Jens Wittrup Willumsen, sammen har de sønnen Frederik.